# Ourika (commune)
Pour les articles homonymes, voir Ouria.
Ourika (en berbère : ⵉⵡⵉⵔⴽⵏ - Iwirken), est une commune rurale de la province d'Al Haouz, située dans la Vallée de l'Ourika, dans la région de Marrakech-Safi, au Maroc. Elle ne dispose pas de centre urbain mais a pour chef-lieu un village du même nom.
La commune rurale d'Ourika est le chef-lieu du caïdat d'Ourika, lui-même situé au sein du cercle de Tahannaout.

## Historique
La commune d'Ourika créée en 1959, fait partie des 763 premières communes qui ont été formées lors du premier découpage communal qu'a connu le Maroc, elle se trouvait dans la province de Marrakech, précisément dans le cercle de Marrakech-Banlieue.

## Démographie
Elle a connu, de 1994 à 2004 (années des derniers recensements), une hausse de population, passant de 21 982 à 26 990 habitants.